# Israel Michael Sigal
Israel Michael Sigal (Kiev, 31 de agosto de 1945) é um matemático canadense-israelita de ascendência russa. Trabalha com física matemática.
Foi palestrante convidado do Congresso Internacional de Matemáticos em Quioto (1990).

## Obras
- com Stephen J. Gustafson Mathematical concepts of quantum mechanics, Springer Verlag, 2. Edição 2011
- com Peter D. Hislop Introduction to spectral theory: with applications to Schrödinger operators, Springer Verlag 1996
- Scattering theory for many body quantum-mechanical systems: rigorous results, Lecture Notes in Mathematics 1011, Springer Verlag 1983
- com Volker Bach, Jürg Fröhlich Mathematical theory of nonrelativistic matter and radiation, Lett. Math. Phys., 34, 1995, 183-201